# Жагун Павло Миколайович
Павло Миколайович Жагун (рос. Павел Николаевич Жагун; 22 травня 1954, Челябінськ) — український і російський музикант, а також російський поет, продюсер, художник, куратор художніх проектів.
Виріс в Україні, закінчив Київське вище музичне училище імені Глієра за класом труби. Музикою займається від 9 років, літературою від 12.

## Творчий шлях
У 1970-80-х роках працював у різних симфонічних і джазових колективах. Від 1971 до 1974 грав у складі прогресив-джаз-рок-гурту «Дзвони». 1974 гурти «Дзвони» і «Еней» злилися в один колектив «Візерунки шляхів», який потім змінив назву на «Гроно». В ньому виступав до 1976 року. У 1974—1976 роках грав у складі 
Заслуженого симфонічного оркестра українського телебачення і радіо. Також у 1976—1979 роках був концертмейстером Державного джаз-оркестру Грузії, 1976 року
влився з іншими учасниками ансамблю «Гроно» в оновлений склад ансамблю «Чарівні Гітари», в якому виступав до 1979 року. Потім більшість учасників «Чарівних гітар» переїхали до Москви і почали виступати в різних колективах. Жагун увійшов до складу гурту «Красные маки» в якому виступав від 1980 до 1984 року. 1984 року разом з кількома екс-киянами перейшов з гурту «Красные маки» в акомпанувальний гурт Алли Пугачової під назвою «Рецитал», в якому виступав до 1988 року.
Проявив себе не лише як музикант, але й як поет. Пісні на вірші Павла Жагуна виконують: Алла Пугачова, Валерій Леонтьєв, Ігор Ніколаєв, Олександр Барикін, Ірина Аллегрова, Михайло Боярський та ін.
Від другої половини 1980-х займається сольними індустріальними шумовими проектами і продюсуванням незалежних гуртів.
Один з основоположників російського електронного авангарду. 1988 — створив гурт «Скандал» і став його продюсером, 1989 — створив гурт «Моральний кодекс» (є його постійним продюсером), 1990 — на студії SNC Records продюсував альбоми гуртів: «Скандал», «Встреча на Эльбе», «Матросская тишина», «2ва Самолёта», Spinglett, Meantraitors. 1991—1992 — взяв участь у створенні російської електронної пост-індустріальної сцени в рамках експериментальних проектів «Atomic Bisquit Orchestra», «Joint Committee», «FRUITS» (разом з Олексієм Борисовим).
2000—2003 — писав музику для кіно і художніх акцій, працював куратором арт галереї Khankhalaev gallery, займався живописом і графікою.
Сольні музичні проекти випускає під псевдонімом «Piezo».

## Літературна творчість
- 2007 — Жагун опублікував авангардні і поставангардні вірші і прозу, над якими працював ще від середини 1970-х років.
- 2008 — Організував і став учасником щорічного міжнародного фестивалю саунд-арту і сучасної поезії «Поетроніка».
- 2009 — Потрапив до шорт-листа Премії Андрія Бєлого[1].